# Indexi
Indexi war eine jugoslawische Rockband, die 1962 in Sarajevo gegründet wurde.

## Werdegang
Zunächst spielten die Indexi instrumentale Coverversionen westlicher Musik, begannen aber 1967, eigene Stücke zu komponieren. Zwischen 1964 und 1981 nahmen sie Schallplatten auf, danach folgten nur noch vereinzelte Auftritte.
Zu ihren bekanntesten Stücken gehört Bacila je sve niz rijeku (Sie hat alles in den Fluss geworfen), das von anderen jugoslawischen Bands (z. B. Crvena Jabuka) gecovert wurde.
Mitglieder der Band waren u. a. Davorin Popović (* 1946; † 2001), Milić Vukašinović (* 1950) und Kornelije Kovač (* 1942; † 2022).
Nach dem Tod ihres Sängers löste sich die Band endgültig auf.

## Diskografie

### Alben
- 1972: Indeksi
- 1978: Modra rijeka
- 1999: Kameni cvjetovi

### Singles (Auswahl)
- 1974: Bacila je sve niz rijeku
- 1974: Sve Ove Godine
- 1974: Sanjam
- 1974: Balada